# Synagogue de Saint-Étienne
La synagogue de Saint-Étienne est située au 34, rue d’Arcole à Saint-Étienne,,.

## Histoire
La communauté juive de la Loire et de la Haute-Loire est créée en 1868 par des Juifs alsaciens, rejoints par d'autres après la guerre de 1870. Au début du XXe siècle, des Juifs russes et polonais s'installent à Saint-Étienne.
La synagogue de Saint-Étienne est construite en 1880.

### Seconde Guerre mondiale
Environ quatre-vingt ou une centaine de familles juives habitent à Saint-Étienne au début de la Seconde Guerre mondiale. A ce nombre s'ajoutent des familles réfugiées d'Alsace-Lorraine et d'Allemagne, pour un total d'environ 500 personnes. Une partie de cette population (71 personnes) est arrêtée lors de la rafle du 26 août 1942, conduite d'abord à Lyon, puis à Drancy, pour être déportée vers les camps d'extermination,,,.

### Après la Guerre
Dès la Libération, La communauté juive reprend ses activités.
André Stora est le Hazzan de la synagogue de Saint-Étienne de 1951 à 1956, avant de devenir le Hazzan de la Grande synagogue de Paris.

### Destruction et nouveau centre communautaire
Dans les années 1960, il y a un affaissement de terrain sous la synagogue. Elle est détruite et à sa place  un centre communautaire est construit. Des Juifs originaires d'Afrique du Nord intègrent la communauté.
La synagogue actuelle comprend une soixantaine de familles.
Le Délégué Rabbinique est M. Michel Elharrar.